# Nguyễn Thanh Long
Nguyễn Thanh Long (1966-) là một chính trị gia, giáo sư, tiến sĩ y khoa người Việt Nam. Ông nguyên là Bộ trưởng Bộ Y tế, Ủy viên Ban chỉ đạo Quốc gia phòng, chống dịch COVID-19.
Ngày 6 tháng 6 năm 2022, ông bị khai trừ ra khỏi Đảng Cộng sản Việt Nam do có liên quan đến vụ sai phạm tại Công ty cổ phần Công nghệ Việt Á. Ngày 12 tháng 1 năm 2024, hội đồng xét xử tuyên ông mức án 18 năm tù với tội nhận hối lộ trong vụ Việt Á.

## Tiểu sử
Ông sinh vào ngày 3 tháng 9 năm 1966 tại xã Bạch Long, huyện Giao Thủy, tỉnh Nam Định.

## Học vấn
Tốt nghiệp Bác sĩ đa khoa tại Trường Đại học Y Thái Bình (ngày nay là Trường Đại học Y Dược Thái Bình) năm 1990, sau đó là Thạc sĩ Y khoa chuyên ngành Truyền nhiễm, Trường Đại học Y Hà Nội năm 1995; Tiến sĩ Y khoa năm 2003; Phó Giáo sư y học năm 2009, Phó Giáo sư kiêm nhiệm Trường Đại học Griffith, Úc năm 2011; Giáo sư y học năm 2013. Tốt nghiệp Chính trị cao cấp 2007; Tốt nghiệp lớp bồi dưỡng dự nguồn cao cấp khóa III tháng 5/2014.

## Sự nghiệp
- Từ năm 1995 – 2003: Chuyên viên Vụ Y tế dự phòng.[4]
- Từ năm 2003 - 5/2005: Trưởng phòng Kiểm soát và phòng, chống HIV/AIDS, Cục Y tế dự phòng và phòng, chống HIV/AIDS.[4]
- Từ tháng 6/2005 - 2/2008: Phó Cục trưởng Cục phòng chống HIV/AIDS Bộ Y tế, Bí thư Chi bộ, Phó Bí thư Đảng bộ Cục phòng chống HIV/AIDS.[4]
- Từ tháng 3/2008 - 11/2011: Cục trưởng Cục phòng, chống HIV/AIDS, Bí thư Đảng bộ Cục phòng, chống HIV/AIDS. Trưởng Bộ môn HIV/AIDS Trường Đại học Y tế công cộng. Phó Giáo sư kiêm nhiệm tại Trường Đại học Griffith, Úc.[4]
- Ngày 24/12/2011, theo quyết định số 2383/QĐ-TTg, ngày 14/12/2011, Thủ tướng Nguyễn Tấn Dũng bổ nhiệm ông Nguyễn Thanh Long giữ chức vụ Thứ trưởng Bộ Y tế.[5]
- Tháng 12/2016, ông được tái bổ nhiệm giữ chức vụ Thứ trưởng Bộ Y tế .[6]
- Ngày 30/10/2018, Ban Bí thư Trung ương Đảng quyết định điều động, bổ nhiệm ông giữ chức Phó Trưởng ban Tuyên giáo Trung ương.[7]
- Từ ngày 05 tháng 11 năm 2019 đến ngày 03 tháng 2 năm 2020, ông tham gia lớp bồi dưỡng kiến thức mới cho cán bộ quy hoạch cấp chiến lược khóa XIII của Đảng tại Học viện Chính trị Quốc gia Hồ Chí Minh.
- Ngày 31/01/2020, Thủ tướng Chính phủ Nguyễn Xuân Phúc quyết định bổ nhiệm ông giữ chức Thứ trưởng Thường trực Bộ Y tế Việt Nam
- Ngày 7/7/2020, Bộ Chính trị đã ra Quyết định chỉ định Bí thư Ban Cán sự Đảng Bộ Y tế đối với ông Nguyễn Thanh Long - Phó Bí thư Ban Cán sự Đảng, Thứ trưởng Thường trực Bộ Y tế. Cùng ngày, Thủ tướng Chính phủ Nguyễn Xuân Phúc cũng có quyết định số 977/QĐ-TTg giao Quyền Bộ trưởng Bộ Y tế đối với GS.TS Nguyễn Thanh Long, Thứ trưởng Thường trực Bộ Y tế.[8]
- Ngày 12 tháng 11 năm 2020, tại kỳ họp thứ 10, Quốc hội khóa XIV đã phê chuẩn việc bổ nhiệm GS.TS. Nguyễn Thanh Long giữ chức Bộ trưởng Bộ Y tế với 95,42% phiếu tán đồng.
- Ngày 30 tháng 1 năm 2021, tại Đại hội đại biểu toàn quốc lần thứ 13 của Đảng Cộng sản Việt Nam, ông được bầu làm ủy viên Ban Chấp hành Trung ương Đảng Cộng sản Việt Nam khóa 13 nhiệm kì 2021-2026.
- Ngày 28 tháng 7 năm 2021: Tại kỳ họp thứ 1, Quốc hội khóa XV, được Quốc hội phê chuẩn, Chủ tịch nước bổ nhiệm giữ chức Bộ trưởng Bộ Y tế.
- Ngày 25 tháng 8 năm 2021, Thủ tướng Chính phủ Phạm Minh Chính ký Quyết định số 1438/QĐ-TTg, bổ nhiệm ông Nguyễn Thanh Long làm Ủy viên Ban chỉ đạo Quốc gia phòng, chống dịch COVID-19, Trưởng Tiểu ban Y tế.
- Ngày 11 tháng 12 năm 2021, Trưởng ban Tổ chức Trung ương Trương Thị Mai đã công bố quyết định của Bộ Chính trị, Ban Bí thư, giao ông Nguyễn Thanh Long kiêm trưởng Ban Bảo vệ, chăm sóc sức khỏe cán bộ trung ương.[9].

## Bê bối vụ kit test Việt Á
Từ ngày 28 đến ngày 31/3/2022, Ủy ban Kiểm tra Trung ương Đảng Cộng sản Việt Nam đã họp kỳ thứ 13. Tại kỳ họp này, Ủy ban Kiểm tra Trung ương đã xem xét, kết luận một số nội dung. Nguyễn Thanh Long, Ủy viên Trung ương Đảng, Bí thư Ban cán sự đảng, Bộ trưởng Bộ Y tế thiếu trách nhiệm về những vi phạm, khuyết điểm nêu trên; chịu trách nhiệm cá nhân về những vi phạm, khuyết điểm trong thực hiện chức trách, nhiệm vụ được giao.
Những vi phạm nêu trên đã gây hậu quả nghiêm trọng, thiệt hại tiền và tài sản của Nhà nước, gây bức xúc trong xã hội, ảnh hưởng đến uy tín của tổ chức đảng, của Bộ Y tế, đến mức phải xem xét, xử lý kỷ luật.
Trong hai ngày 16 và 17-5, ông Trần Cẩm Tú, Ủy viên Bộ Chính trị, Bí thư Trung ương Đảng, Chủ nhiệm Ủy ban Kiểm tra Trung ương đã chủ trì kỳ họp thứ 15 của cơ quan này.
Ủy ban Kiểm tra Trung ương đề nghị Bộ Chính trị xem xét, thi hành kỷ luật Ban cán sự đảng Bộ Y tế nhiệm kỳ 2016 - 2021 và ông Nguyễn Thanh Long, Ủy viên Trung ương Đảng, Bí thư Ban cán sự đảng, Bộ trưởng Bộ Y tế.
Ngày 4/6/2022, Tổng Bí thư Nguyễn Phú Trọng chủ trì họp Bộ Chính trị, Ban Bí thư để xem xét, thi hành kỷ luật Ban cán sự đảng Bộ Y tế nhiệm kỳ 2016-2021 và ông Nguyễn Thanh Long - Ủy viên Trung ương Đảng, Bí thư Ban cán sự đảng, Bộ trưởng Bộ Y tế. Sau khi xem xét đề nghị của Uỷ ban Kiểm tra Trung ương, Bộ Chính trị, Ban Bí thư nhận thấy: ông Nguyễn Thanh Long đã suy thoái về tư tưởng chính trị, đạo đức, lối sống; vi phạm quy định của Đảng và pháp luật của Nhà nước; vi phạm quy định về những điều đảng viên không được làm, quy định trách nhiệm nêu gương; gây hậu quả rất nghiêm trọng, làm thất thoát, lãng phí lớn ngân sách nhà nước; ảnh hưởng đến công tác phòng, chống dịch Covid-19; gây bức xúc trong xã hội; ảnh hưởng xấu đến uy tín của tổ chức Đảng, Bộ Y tế. Bộ Chính trị đề nghị Ban Chấp hành Trung ương Đảng xem xét, thi hành kỷ luật ông Nguyễn Thanh Long.
Ngày 18/08/2023, ông bị Cơ quan Cảnh sát Điều tra, Bộ Công an đề nghị truy tố về tội nhận hối lộ khoảng 2.25 triệu USD (Tương đương 53 tỷ đồng).

## Kỷ luật, cách chức Bộ trưởng Bộ Y tế

### Khai trừ ra khỏi Đảng
Ngày 6/6/2022, tại Trụ sở Trung ương Đảng, Bộ Chính trị đã triệu tập Kỳ họp bất thường Ban Chấp hành Trung ương Đảng khóa XIII để xem xét, thi hành kỷ luật ông Chu Ngọc Anh, Ủy viên Trung ương Đảng, Phó Bí thư Thành ủy, Bí thư Ban cán sự đảng, Chủ tịch Ủy ban nhân dân thành phố Hà Nội, nguyên Bí thư Ban cán sự đảng, nguyên Bộ trưởng Bộ Khoa học và Công nghệ và ông Nguyễn Thanh Long, Ủy viên Trung ương Đảng, Bí thư Ban cán sự đảng, Bộ trưởng Bộ Y tế.
Sau khi xem xét đề nghị của Bộ Chính trị, căn cứ nội dung, tính chất, mức độ hậu quả, nguyên nhân vi phạm; theo quy định của Đảng về kỷ luật đảng viên vi phạm, Ban Chấp hành Trung ương Đảng quyết định thi hành Khai trừ ra khỏi Đảng ông Chu Ngọc Anh và ông Nguyễn Thanh Long.

### Cách chức Bộ trưởng Bộ Y tế
Sáng 7/6/2022, Thủ tướng Chính phủ Phạm Minh Chính đã đề nghị Quốc hội, với đa số phiếu tán thành, Quốc hội thông qua việc bãi nhiệm đại biểu Quốc hội khóa XV và phê chuẩn đề nghị cách chức Bộ trưởng Bộ Y tế đối với ông Nguyễn Thanh Long.
Ngày 7/6/2022, Chủ tịch nước Nguyễn Xuân Phúc đã ra Quyết định số 658 /QĐ-CTN về việc cách chức Bộ trưởng Bộ Y tế nhiệm kỳ 2021 - 2026 đối với ông Nguyễn Thanh Long. Theo đó, Quyết định ghi rõ, Căn cứ Hiến pháp nước Cộng hòa xã hội chủ nghĩa Việt Nam; Căn cứ Luật tổ chức Quốc hội số 57/2014/QH13, đã được sửa đổi, bổ sung một số điều theo Luật số 65/2020/QH14; Căn cứ Luật tổ chức Chính phủ số 76/2015/QH13, đã được sửa đổi, bổ sung một số điều theo Luật số 47/2019/QH14; Căn cứ Nghị quyết số 49/2022/QH15 của Quốc hội khóa XV, kỳ họp thứ 3 thông qua ngày 7/6/2022, phê chuẩn đề nghị của Thủ tướng Chính phủ Phạm Minh Chính về việc cách chức Bộ trưởng Bộ Y tế nhiệm kỳ 2021 - 2026.
Chủ tịch nước quyết định cách chức Bộ trưởng Bộ Y tế nhiệm kỳ 2021 - 2026 đối với ông Nguyễn Thanh Long. Quyết định này có hiệu lực thi hành kể từ ngày ký.
Cũng trong sáng 7/6, theo ghi nhận của nhân chứng, 2 ôtô biển xanh xuất hiện tại nhà ông Nguyễn Thanh Long (cựu Bộ trưởng Y tế) ở tổ hợp số 671 Hoàng Hoa Thám, quận Ba Đình, Hà Nội. Sau khoảng 3 giờ làm việc, ông Long lên xe rời đi cùng một số cán bộ.

## Khởi tố, bắt tạm giam
Tối ngày 7/6/2022, Bộ Công an đã có quyết định khởi tố đối với ông Chu Ngọc Anh - cựu Chủ tịch UBND TP Hà Nội, ông Nguyễn Thanh Long- cựu Bộ trưởng Bộ Y tế, ông Phạm Công Tạc - cựu Thứ trưởng Bộ Khoa học và Công nghệ.
Ngày 07/6/2022, Cơ quan Cảnh sát điều tra Bộ Công an đã ra Quyết định bổ sung Quyết định khởi tố vụ án về tội “Vi phạm quy định về quản lý, sử dụng tài sản Nhà nước gây thất thoát, lãng phí”. Đồng thời, ra các Quyết định khởi tố bị can, Lệnh bắt bị can để tạm giam, Lệnh khám xét đối với: (1) ông Chu Ngọc Anh, (2) ông Phạm Công Tạc về tội “Vi phạm quy định về quản lý, sử dụng tài sản Nhà nước gây thất thoát, lãng phí", quy định tại Khoản 3, Điều 219, Bộ luật Hình sự năm 2015, sửa đổi bổ sung năm 2017; (3) ông Nguyễn Thanh Long về tội “Lợi dụng chức vụ quyền hạn trong khi thi hành công vụ”, quy định tại Khoản 3, Điều 356, Bộ luật Hình sự năm 2015, sửa đổi bổ sung năm 2017.

## Tài sản
Theo báo Dân Việt, Nhà của ông Nguyễn Thanh Long nằm ở vị trí khu biệt thự liền kề tại 671 Hoàng Hoa Thám, quận Tây Hồ, Hà Nội được một số môi giới bất động sản ước tính có giá trị khoảng 30 – 40 tỷ đồng .

## Câu nói nổi tiếng
| “                                                                                | Bộ Y tế đã có văn bản và Thủ tướng đã liên tục nhắc nhở các địa phương phải thực hiện đúng quy định về pháp luật, đảm bảo không có lợi ích nhóm, không được tiêu cực, tham nhũng, lãng phí. | ” |
| — Chất vấn và trả lời chất vấn của đại biểu Quốc hội, ngày 10 tháng 11 năm 2021, | |   |

| “                                                                                | Đặc biệt, những vụ việc tham nhũng, tiêu cực lợi dụng dịch bệnh để trục lợi đã xói mòn lòng tin đối với ngành. Những vi phạm, sai sót xảy ra vừa qua rất nghiêm trọng nhưng không là hình ảnh đại diện của ngành, không thể làm phai mờ những nỗ lực đóng góp, cống hiến đêm ngày cũng như sự hy sinh của đội ngũ thầy thuốc, các y bác sĩ, các cán bộ, nhân viên ngành y tế trong cuộc chiến với dịch COVID-19 trong suốt thời gian qua và cả trong thời gian sắp tới. | ” |
| — Phát biểu tại hội nghị Chính phủ với địa phương chiều ngày 5 tháng 1 năm 2022, | |   |